# Notopygus xanthocerus
Notopygus xanthocerus là một loài tò vò trong họ Ichneumonidae.